# Diexim Expresso
Diexim Expresso es una aerolínea con base en Luanda, Angola. Efectúa vuelos regulares uniendo los principales ciudades y pueblos de Angola, así como vuelos ejecutivos y charter dentro de Angola y a Namibia. Su base de operaciones principal es el Aeropuerto Quatro de Fevereiro, Luanda.

## Historia
La aerolínea fue fundada en 2003 y es propiedad de Grupo BD-Bartolomeu Dias.

## Destinos
En noviembre de 2009, Diexim sirve los siguientes destinos en Angola:
- Benguela - Aeropuerto de Benguela
- Huambo - Aeropuerto Nova Lisboa
- Luanda - Aeropuerto Quatro de Fevereiro
- Lubango - Aeropuerto de Lubango
- Soyo - Aeropuerto de Soyo

## Flota
La flota de Diexim Expresso incluye los siguientes aviones, con una edad media de 20.3 años (en marzo de 2021):
| Embraer 145MP | 1 | — |  |  |  |  |
| Total         | 1 | — |  |  |  |  |